# Назаровка (Павлодарская область)
Назаровка (каз. Назаровка) — село в Щербактинском районе Павлодарской области Казахстана. Расположено в 18 км к востоку от районного центра — села Шарбакты и в 103 км к северо-востоку от областного центра — города Павлодара. Административный центр Назаровского сельского округа. Код КАТО — 556849100.

## История
Село было основано в 1914 году на урочище Кос-Такыр и первоначально входило в состав Орловской волости Павлодарского уезда.
В 1929 году в селе был организован колхоз имени Шевченко. В 1933 году сёла Каховка и Назаровка с двумя колхозами объединились в один колхоз «Ленинский путь» с центральной усадьбой в селе Назаровка, в 1950 году в него вошёл колхоз «Красный агроном».

## Население
В 1985 году в селе проживало 546 человек. В 1999 году численность населения села составляла 400 человек (192 мужчины и 208 женщин). По данным переписи 2009 года, в селе проживало 197 человек (94 мужчины и 103 женщины).